# 초용
초용(楚勇)은 태평천국의 난 때 활동한 후난성에 기반을 둔 향용이다. 초군(楚軍) 또는 보용(寶勇)으로 불리기도 했다.

## 개요

### 창설
1847년, 야오족인 뇌재호가 청연교도들을 이끌고 랑산에서 봉기하여 관군을 격파했다. 신녕 치현의 이박과 거인인 강충원이 수천 명의 향용을 조직하여 각 마을을 방어하는 일을 맡았다. 1849년, 이원발이 봉기하자 신녕의 공생(貢生) 유장우와 름생(廩生) 유곤일이 향용을 조직했다.
1852년, 태평천국군이 계림을 공격하기 시작했다. 유장우는 고향에 돌아와서 유신서원에서 강학을 하고 있었는데, 강충원의 요청을 받아 출사해 전투에 나섰다. 이때 공식적으로 ‘초용’이라고 자칭하게 되었다.

### 사의도 전투
초용은 계림에서 태평천국군을 물리치는 데 성공했다. 태평천국군은 전주로 가서 뗏목을 만들고, 상강을 따라 내려와 장사를 공격하고자 하였다. 강충원과 유장우는 계략을 써서 사의도에 진을 치고, 강 가운데 말뚝을 박아두었다. 강을 따라 내려온 태평천국군이 사의도에 이르자 뗏목은 수중에 박아놓은 말뚝에 부딪혀 파괴되었고, 게다가 초용이 불을 질렀다. 이틀간에 격전을 치른 결과, 태평천국의 남왕(南王) 풍운산이 전사했다. 사의도에서의 승리는 초용의 명성을 크게 떨치는 계기가 되었다.

### 장사 전투

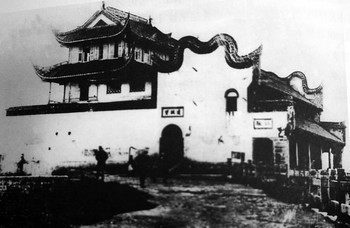
1920년대의 천심각

1852년 8월, 강충원과 유장우는 5백명의 정예를 뽑아 상강을 내려가 장사성의 북쪽에 주둔했다. 유장우는 장사에서 오랫동안 생활을 했었기 때문에 그곳의 지리에 밝았다. 장사는 동남쪽의 지형이 높아 성 안을 내려다 볼 수 있었다. 때문에, 유장우는 강충원과 상의를 하여 성 남쪽의 천심각(天心閣)에 보루를 마련했다. 태평천국군은 80일 동안 장사성을 포위했지만, 함락시키지는 못했다. 그동안 천심각에서 서왕(西王) 소조귀가 전사하고 태평천국은 거대한 손실을 입었다.

### 강충원의 죽음
1853년 6월, 강충원은 안휘순무가 되었다. 10월, 태평천국군은 남창의 포위를 풀고 서정을 시작했다. 강충원은 호북성의 전가진(田家鎭)에서 전투를 벌였지만, 패배를 당하고 무한으로 물러났다. 같은 해 12월, 여주를 지키려고 싸웠지만, 후이황이 이끄는 태평천국군에게 포위당했다. 1854년 1월 14일, 군량은 부족했고, 원군이 오지 않자 결국 성이 함락당했고, 강충원은 강에 뛰어들어 자결했다.

### 후기 활동
강충원의 사후 유장우가 초용의 지휘를 이어받았다. 강서성에 주둔하며, 태평천국의 익왕(翼王) 석돌개와 전투를 벌였다. 이후 광서성에서 천지회가 세운 대성국을 진압했다.

## 상군과의 관계
상군은 광의와 협의의 개념을 가지고 있다. 광의의 개념은 태평천국의 난에 결성된 호남 사람의 향용이라는 뜻으로, 이 경우 초용도 포함된다. 이 광의의 의미로 사용한 것이 왕개운이 쓴 《상군지》(湘軍志)에 보인다. 협의의 개념은 증국번이 형주에서 훈련한 향용이라는 뜻으로, 이 경우 초용은 포함되지 않는다.
좌종당이 증국번을 떠나 독자적으로 편성한 향용도 초군(楚軍) 또는 초용(楚勇)이라고 했다.

## 주요 인물
- 강충원

- 유장우

- 유곤일

- 유명등